# Bursera laurihuertae
Bursera laurihuertae är en tvåhjärtbladig växtart som beskrevs av J. Rzedowski & G. Calderon de Rzedowski. Bursera laurihuertae ingår i släktet Bursera och familjen Burseraceae. Inga underarter finns listade i Catalogue of Life.